# Gaston Baty
Pour les articles homonymes, voir Baty.
Gaston Baty est un homme de théâtre, né le 26 mai 1885 à Pélussin (Loire) et mort le 13 octobre 1952 dans la même ville.
Il est l'un des fondateurs en 1927 du « Cartel » théâtral, avec Louis Jouvet, Charles Dullin et Georges Pitoëff.

## Biographie
Son père, Jean Baty, est un négociant et marchand de bois qui habite au 217 avenue du Maréchal-de-Saxe à Lyon. Il travaille avec lui de 1908 à 1914.
Gaston Baty fait ses études au collège des dominicains d’Oullins. Avec quelques camarades, il crée l’Académie de l’Athénée, où il s’essaie à la mise en scène et à l’écriture. En 1906, il obtient sa licence de lettres à la faculté de Lyon. Il étudie à Munich de 1907 à 1908, et voyage par la suite en Russie, où il s'intéresse aux apports de Max Reinhardt et Constantin Stanislavski à la réforme du théâtre moderne. Il revient à Lyon en 1908, où il épouse Jeanne Laval (décédée en 1979). Il est mobilisé comme interprète en 1914 à Bron.
À Paris, il habite au 81 rue de Grenelle. En 1919, il assiste Firmin Gémier au cirque d'hiver de Paris, et commence à monter des pièces de théâtre, avec, en 1921, L’Annonce faite à Marie de Paul Claudel et la pièce pacifiste La Grande Boucherie de René Iché. Il crée ensuite la troupe des Compagnons de la Chimère en 1921, qui s’installe dans une baraque en bois qu'il avait fait construire au 143 boulevard Saint-Germain, tout près de Saint-Germain-des-Prés, la « Baraque de la Chimère ».
Retrouvant un temps Gémier à l’Odéon, il dirige à la demande de Jacques Hébertot le Studio des Champs-Élysées du 28 mars 1924 au 14 avril 1928, puis le Théâtre de l'Avenue la saison suivante. En 1930, il prend la tête du Théâtre Montparnasse, issu du Théâtre libre d'André Antoine, et en laisse en 1942 la direction à Marguerite Jamois, tout en y travaillant jusqu’en 1947. En 1936, il participe à la modernisation de la Comédie-Française.
Influencé par le théâtre allemand découvert dans sa jeunesse et le mouvement expressionniste, il est également un théoricien du théâtre. En 1920, il publie Vérités premières et paradoxales sur l’art du théâtre et fonde en 1927 le Cartel des quatre avec Louis Jouvet, Georges Pitoëff et Charles Dullin. Cette association, sans conséquence pratique du fait des fortes différences de personnalité entre ses fondateurs, permet au théâtre d’avant-garde de l’époque d’avoir une étiquette, face au théâtre de boulevard commercial.
Il publie par la suite Vie de l’art théâtral des origines à nos jours (1932) et Le Metteur en scène (1944), où il défend une acception moderne du metteur en scène, créateur égal de l’auteur, et l’importance du décor et de l’aspect visuel des pièces.
Germaniste, il joue au début de l'occupation allemande un rôle important avec Charles Dullin et Pierre Renoir à la tête de l'Association des directeurs de théâtre de Paris, un organisme créé en octobre 1940 sous la houlette allemande. Ils présentent leur démission (refusée) en novembre 1941.
À Aix-en-Provence, il lance un projet de Maison de la marionnette, et crée en 1950 la Comédie de Provence, labellisé centre dramatique national en 1952, année de son décès. Sa passion pour les marionnettes, qu’il utilise pour « rethéâtraliser le théâtre, le purifier du réalisme », l’amène à écrire de nombreux scénarios, notamment pour Guignol.
Durant sa carrière, il monte notamment L’Opéra de quat’sous (1930), Comme tu me veux, Crime et Châtiment (1933), Les caprices de Marianne (1935), Madame Bovary (1936), Faust (1937), Manon Lescaut, Phèdre (1940), La mégère apprivoisée, Macbeth, La Célestine, Becket ou l’honneur de Dieu…
Il est inhumé au cimetière Notre-Dame de Pélussin (Loire).

## Metteur en scène

### 1920-1929
- 1920 : Les Esclaves de Saint-Georges de Bouhélier, Théâtre des Arts
- 1920 : Le Simoun d'Henri-René Lenormand, Comédie Montaigne
- 1921 : L'Avare de Molière, Comédie Montaigne
- 1921 : 29 degrés à l'ombre d'Eugène Labiche, Comédie Montaigne
- 1921 : Les Amants puérils de Fernand Crommelynck, Comédie Montaigne
- 1921 : Le Héros et le soldat de George Bernard Shaw, Comédie Montaigne
- 1921 : L'Annonce faite à Marie de Paul Claudel, Comédie Montaigne
- 1921 : Haya d'Herman Grégoire, Comédie des Champs-Élysées
- 1921 : La Belle de Haguenau de Jean Variot, Comédie des Champs-Élysées
- 1922 : Césaire de Jean Schlumberger, Comédie des Champs-Élysées
- 1922 : La Farce de Popa Ghéorghé d'Adolphe Orna, Théâtre des Mathurins
- 1922 : Martine de Jean-Jacques Bernard, Théâtre des Mathurins
- 1922 : Intimité de Jean-Victor Pellerin, Théâtre des Mathurins
- 1922 : Le Voyageur de Denys Amiel, Baraque de la Chimère
- 1922 : Je veux revoir ma Normandie de Lucien Besnard, Baraque de la Chimère
- 1922 : Cyclone de Simon Gantillon, Baraque de la Chimère
- 1922 : L'Aube et le soir de Sainte-Geneviève de Marie Diemer, Baraque de la Chimère
- 1923 : La Souriante Madame Beudet de Denys Amiel et André Obey, Théâtre de l'Odéon
- 1923 : L'Empereur Jones d'Eugene O'Neill, Théâtre de l'Odéon
- 1923 : Le Voile du souvenir d'Henri Turpin et Pierre-Paul Fournier, Théâtre de l'Odéon
- 1924 : L'Invitation au voyage de Jean-Jacques Bernard, Théâtre de l'Odéon
- 1924 : Le Fardeau de la liberté de Tristan Bernard, Théâtre de l'Odéon
- 1924 : Alphonsine de Paul Haurigot, Théâtre du Vaudeville
- 1924 : Parades de Thomas Gueullette, Studio des Champs-Élysées
- 1924 : Maya de Simon Gantillon, Studio des Champs-Élysées
- 1924 : À l'ombre du mal d'Henri-René Lenormand, Studio des Champs-Élysées
- 1925 : Mademoiselle Julie d'August Strindberg, Studio des Champs-Élysées
- 1925 : Déjeuner d'artistes de Jean Gaument et Camille Cé, Studio des Champs-Élysées
- 1925 : L'Étrange Épouse du professeur Stierbecke d'Albert-Jean, Studio des Champs-Élysées
- 1925 : La Cavalière Elsa de Paul Demasy d'après Pierre Mac Orlan, Studio des Champs-Élysées
- 1925 : La Chapelle ardente de Gabriel Marcel, Théâtre du Vieux-Colombier
- 1925 : Fantaisie amoureuse d'André Lang, Théâtre du Vieux-Colombier
- 1926 : Le Dompteur ou l'anglais tel qu'on le mange d'Alfred Savoir, Théâtre Michel
- 1926 : Le Couvre-feu d'Albert Boussac de Saint-Marc, Studio des Champs-Élysées
- 1926 : L'Homme du destin de George Bernard Shaw, Studio des Champs-Élysées
- 1926 : Le Bourgeois romanesque de Jean Blanchon, Studio des Champs-Élysées
- 1926 : Une visite d'Anne Valray, Studio des Champs-Élysées
- 1926 : Têtes de rechange de Jean-Victor Pellerin, Studio des Champs-Élysées
- 1926 : Les Chevaux du char de Jacques de Zogher, Théâtre Antoine
- 1926 : L'Amour magicien d'Henri-René Lenormand, Studio des Champs-Élysées
- 1927 : Almicar de Philippe Fauré-Frémiet, Studio des Champs-Élysées
- 1927 : La Machine à calculer d'Elmer Rice, Studio des Champs-Élysées
- 1928 : Le Dibbouk de Shalom Anski, Studio des Champs-Élysées
- 1928 : Cris des cœurs de Jean-Victor Pellerin, Théâtre de l'Avenue
- 1928 : Le Premier Hamlet de Shakespeare, Théâtre de l'Avenue
- 1928 : Départ de Simon Gantillon, Théâtre de l'Avenue
- 1929 : Le Malade imaginaire de Molière, Théâtre de l'Avenue
- 1929 : La Voix de sa maîtresse de Charles Oulmont et Paul Masson, Théâtre de l'Avenue
- 1929 : Karl et Anna de Leonhard Frank, Théâtre de l'Avenue

### 1930-1939
- 1930 : Feu du ciel de Pierre Dominique, Théâtre Pigalle
- 1930 : Le Simoun d'Henri-René Lenormand, Théâtre Pigalle
- 1930 : L'Opéra de quat'sous de Bertolt Brecht, Théâtre Montparnasse
- 1930 : Le Médecin malgré lui de Molière, Théâtre Montparnasse
- 1930 : Le Sourd ou l'auberge pleine de Pierre-Jean-Baptiste Choudard, Théâtre Montparnasse
- 1931 : Terrain vague de Jean-Victor Pellerin, Théâtre Montparnasse
- 1931 : Beau Danube rouge de Bernard Zimmer, Théâtre Montparnasse
- 1932 : Bifur de Simon Gantillon, Théâtre Montparnasse
- 1932 : Café-Tabac de Denys Amiel, Théâtre Montparnasse
- 1932 : Comme tu me veux de Luigi Pirandello, Théâtre Montparnasse
- 1933 : Crime et Châtiment d'après Dostoïevski, Théâtre Montparnasse
- 1934 : Voyage circulaire de Jacques Chabannes, Théâtre Montparnasse
- 1934 : Prosper de Lucienne Favre, Théâtre Montparnasse
- 1935 : Hôtel des masques d'Albert-Jean, Théâtre Montparnasse
- 1935 : Les Caprices de Marianne d'Alfred de Musset, Théâtre Montparnasse
- 1936 : Madame Bovary d'après Gustave Flaubert, Théâtre Montparnasse
- 1937 : Les Ratés d'Henri-René Lenormand, Théâtre Montparnasse
- 1937 : Faust de Goethe, Théâtre Montparnasse
- 1937 : Le Chandelier d'Alfred de Musset, Comédie-Française
- 1937 : Madame Capet de Marcelle Maurette, Théâtre Montparnasse
- 1938 : Un chapeau de paille d'Italie d'Eugène Labiche et Marc-Michel, Comédie-Française
- 1938 : Arden de Feversham d'Henri-René Lenormand, Théâtre Montparnasse
- 1938 : Dulcinée de Gaston Baty, Théâtre Montparnasse
- 1939 : Manon Lescaut de Marcelle Maurette d'après l'abbé Prévost, Théâtre Montparnasse

### 1940-1949
- 1940 : Phèdre de Jean Racine, Théâtre Montparnasse
- 1940 : Un garçon de chez Véry d'Eugène Labiche, Théâtre Montparnasse
- 1941 : Marie Stuart de Marcelle Maurette, Théâtre Montparnasse
- 1941 : La Mégère apprivoisée de William Shakespeare, Théâtre Montparnasse
- 1942 : Macbeth de William Shakespeare, Théâtre Montparnasse
- 1944 : Le Grand Poucet de Claude-André Puget, Théâtre Montparnasse
- 1944 : La Queue de la poële de Gaston Baty, Marionnettes de Gaston Baty
- 1944 : Emily Brontë de Madame Simone, Théâtre Montparnasse
- 1945 : Lorenzaccio d'Alfred de Musset, Théâtre Montparnasse
- 1946 : Bérénice de Racine, Comédie-Française
- 1946 : Arlequin poli par l'amour de Marivaux, Comédie-Française
- 1947 : * L'Amour des trois oranges d'Alexandre Arnoux, Théâtre Montparnasse
- 1948 : Sapho d'Alphonse Daudet et Auguste Bélot, Comédie-Française
- 1948 : La Langue des femmes de Jean-Baptiste Marie et La Marjolaine de Gaston Baty, Marionnettes de Gaston Baty, Salle des Archives Internationales de la danse
- 1948 : Au temps où Berthe filait de Marcel Fabry, Marionnettes de Gaston Baty, Salle des Archives Internationales de la danse
- 1949 : L'Inconnue d'Arras d'Armand Salacrou, Comédie-Française
- 1949 : La Tragique Et Plaisante Histoire du Docteur Faust de Gaston Baty, Marionnettes de Gaston Baty

### 1950-1959
- 1952 : Les Caprices de Marianne d'Alfred de Musset, Comédie de Provence Casino municipal d'Aix-en-Provence
- 1952 : Phèdre de Jean Racine, Comédie de Provence Casino municipal d'Aix-en-Provence
- 1952 : Le Médecin malgré lui de Molière, Comédie de Provence Casino municipal d'Aix-en-Provence
- 1952 : Arden de Feversham d'Henri-René Lenormand, Comédie de Provence Casino municipal d'Aix-en-Provence
- 1953 : Le Chandelier d'Alfred de Musset, Comédie de Provence Théâtre du Gymnase
- 1957 : Faust de Goethe, Théâtre Montparnasse

## Ouvrages
- La Passion, drame en cinq actes, en prose, Lyon, Librairie Paul Phily, 1905
- Vie de l'art théâtral des origines à nos jours, avec René Chavance, Plon, 1932, prix Charles Blanc de l’Académie française en 1933
- Le Théâtre joly. Les crèches et les marionnettes lyonnaises à fils, pièces recueillies et présentées par Gaston Baty, Paris, Coutan-Lambert, coll. Masques, 1937
- Dulcinée, tragi-comédie en deux parties et neuf tableaux, Paris, Coutan-Lambert, coll. Masques, 1938
- Trois p’tis tours et puis s’en vont in Le théâtre forain de marionnettes à fil et leur répertoire 1800-1890, Odette Lieutier, 1942
- Rideau baissé, recueil, Bordas, 1949
  - Le masque et l'encensoir, 1921
  - Visage de Shakespeare, 1928
  - Phèdre et la mise en scène des classiques, 1939
  - Le metteur en scène, 1944
- Lettre à une jeune comédienne, Paris, Les Presses littéraires de France, 1953
- Histoire des marionnettes, avec René Chavance, PUF, coll. Que sais-je ?, 1959
- Gaston Baty, introduction de Béatrice Picon-Vallin, Actes-Sud Papiers, 2016.

## Hommages
Plusieurs lieux en France portent le nom de Gaston Baty :
- Square Gaston-Baty, dans le 14e arrondissement de Paris, près du théâtre Montparnasse.
- Théâtrothèque Gaston-Baty, dans le 12e arrondissement de Paris, rattachée à la Bibliothèque de la Sorbonne Nouvelle. C'est la seule bibliothèque universitaire française spécialisée dans les arts du spectacle.
- Collège Gaston-Baty, rue Gaston-Baty et parc Gaston-Baty à Pélussin (Loire), sa ville natale.

### Documentation
- Fonds Gaston Baty, Bibliothèque nationale de France, [lire en ligne]
- Fonds Gaston Baty, Théâtrothèque Gaston-Baty de l'université Paris III Sorbonne-Nouvelle (composé notamment de la bibliothèque de Baty)